# Carignano (Fano)
Carignano è una frazione del comune di Fano (PU) ubicata sulle colline a circa 8 km da Fano.
Il toponimo è di tipo prediale: fundus carinianus dal nome proprio Carinus o Carìnius.
Fu possedimento medievale della famiglia da Carignano, il cui castello, oggi distrutto, dominava la sovrastante collina.
La torre del castello di proprietà della famiglia Rinalducci dal secolo XVII, sarebbe stata usata per l'avvistamento di navi barbaresche o turche, avversarie dello Stato Ecclesiastico, per segnalare atti ostili e comunque a difesa di Fano. La torre sorge sopra il borgo a 180 m s.l.m. in località Castellaro, la sua presenza si può datare almeno al 1348. 
La chiesa, senza nessun pregio architettonico, dedicata a S. Pietro e Paolo fu rifatta nel XVII secolo.

## Le terme
A valle del borgo, a circa 50 m s.l.m., presso il Fosso Bevano, in località Carignano Terme sono presenti sorgenti termali fredde di tipo solfureo, bicarbonato-alcalino-magnesiache, clorurate e salsobromoiodiche.
La zona termale, detta Terme di Carignano, inaugurata nel 1922, è chiusa dal 2014. 
Si sviluppava all'interno di un parco con alberi ad alto fusto, dove erano presenti le strutture per la cura e prevenzione delle disfunzioni epato-biliari, delle malattie dell'apparato digerente e dei disturbi infiammatori delle vie respiratorie.